# Дымчатый варан
Дымчатый варан (лат. Varanus nebulosus) — вид ящериц из семейства варанов.
Этот вид распространён в Бирме, Таиланде и от Индокитая до западной Малайзии, Сингапура, Явы и, возможно, Суматры. Места обитания от кустарников до дождевых лесов. Это дневной и в основном наземный варан. Чаще всего наблюдается, когда роется среди опавших листьев в поисках жуков и других насекомых. Также может быть замечен высоко на стволах деревьев или когда он исследует дупла деревьев: его длинные острые изогнутые когти делают этого варана замечательным древолазом.
Длина тела без хвоста 60 см, общая длина 150 см. Внешне похож на полосатого варана (Varanus salvator), отличается положением ноздрей, которые расположены ближе к глазам чем к концу морды. В окраска присутствуют жёлтые пятна на светло-сером или коричнево-сером фоне. Тело коренастое, голова широкая с короткой мордой. Ноги сильные, задние — длиннее чем передние. Хвост сплюснутый по бокам и имеет двойной центральный гребень. Варан поддерживает свою температуру тела в пределах 28,8—36,0 °C. Существует сильная корреляция между температурой тела и температурой окружающей среды.
В кладке примерно от 10 до 30 яиц длиной от 27 до 50 мм и диаметром 17—44 мм. Вылупившиеся детёныши имеют общую длину от 17,5 до 21 см при длине тела от 13 до 21 см.